# Mecranium haemanthum
Mecranium haemanthum är en tvåhjärtbladig växtart som beskrevs av José Jéronimo Triana och Célestin Alfred Cogniaux. Mecranium haemanthum ingår i släktet Mecranium och familjen Melastomataceae. Inga underarter finns listade i Catalogue of Life.